# История Балкан

## Доисторический период
Примерно 70-34 тыс. лет до н. э. территория Балкан была заселена неандертальцами. Их останки найдены в районах хорватской Крапина, греческого Пелопоннес, в болгарской пещере Бачо-Киро
Приблизительно в 34 тыс. до н. э. неандертальцев сменяют люди современного вида (Homo sapiens). Древнейшие их останки обнаружены на территории Румынии.

## Балканский неолит
В эпоху неолита Балканы превратились в важнейший культурный центр Европы, откуда технологии распространялись даже на территории современных Нидерландов (Культура линейно-ленточной керамики).
Около 4000 г. до н. э. на Балканы с территории украинских степей проникает первая волна индоевропейцев (Культура Чернаводэ).

## Бронзовый век на Балканах
В бронзовом веке на южной оконечности Балкан формируется Микенская цивилизация, конец которой кладёт дорийское вторжение.

## Балканы в Античности
В IV веке до н. э. настало время Македонской гегемонии.
Затем к началу нашей эры Балканы становятся частью Римской империи, где располагаются важнейшие её центры такие как Солин, где располагалась резиденция императора Диоклетиана и Константинополь, претендовавший на роль Второго Рима.

## Балканы в Средневековье

### Балканы в эпохувеликого переселения народов
По разделу Римской империи весь Балканский полуостров, за исключением Далмации, стал частью Византии. В начале эпохи великого переселения народов балканские провинции империи подверглись нашествию остготов. В 378 году они одержали победу в битве у Адрианополя, вся Греция была разорена. При Теодорихе Великом Далмация была частью королевства остготов. В 555 году Юстиниан I, разгромив остготов, привёл северо-запад Балкан под власть Константинополя. В 560-е годы в Дакии сложился Аварский каганат, ставший новой угрозой для Византии. С начала VI веке из-за Дуная на Балканы начали проникать многочисленные славянские племена. В период правления Юстиниана I (527—565) они ежегодно вторгались в пределы империи. С конца VI века они совершали набеги часто вместе с аварами, в 626 году совместно с ними осаждали Константинополь.

### Балканы в сфере политического влияния Византии в VII—IX веке

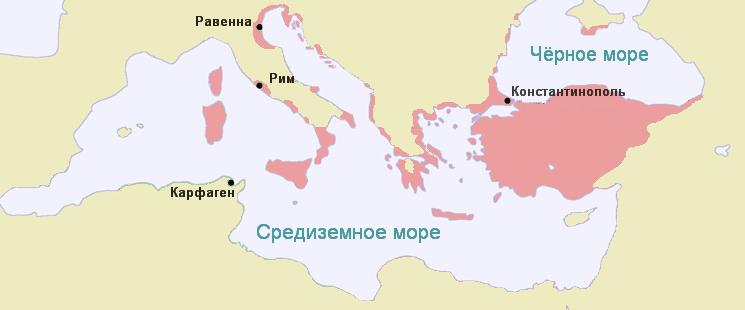
Территории, контролируемые Константинополем в начале VIII века

В VII веке константинопольские императоры, формально владея Балканами, практически утратили контроль над значительной их территорией.
Славяне, смешиваясь с коренным населением, расселились на большей части полуострова. Император Ираклий I (610—641) не противодействовал славянской экспансии на Балканы, более того, он рассчитывал, что славяне будут его союзниками в борьбе против Аварского каганата. Он разрешил хорватам поселиться в Паннонии и на землях на побережье Далмации, а сербам во внутренних областях полуострова. Ещё одно межплеменное объединение славян осело, возможно на правах федератов империи, в Мёзии.

#### Первое Болгарское царство
В середине VII века из Северного Причерноморья в Добруджу пришли, теснимые хазарами, тюркские племена хана Аспаруха — булгары (протоболгары). Славянские племена выступили его союзниками в его войне против Византии 680 года. Их поддержка помогла Аспаруху успешно противостоять хазарам на востоке и успешно воевать с Византией на юге. Слабость соседей — Византии и Аварского каганата — способствовали становлению государства Аспаруха на пространстве между Дунаем и горной цепью Стара Планина до реки Искыр и столицей в Плиске.

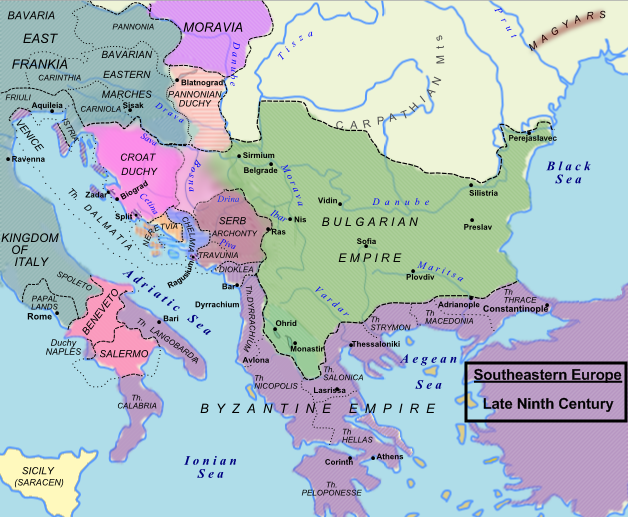
Болгарское государство к 850 году.

После череды внутренних кризисов в VIII веке болгарское государство в правление хана Крума (803—814) расширило свои пределы. Авары в это время терпели поражение за поражением от с франков Карла Великого. Воспользовавшись этим, Крум со своей стороны нанёс им удар. Так, совместными усилиями франков и болгар Аварский каганат оказался разгромленным, а его территория была разделена между победителями. Граница между франками и болгарами прошла по Среднему Дунаю. Затем Крум начал войну с Византией. В 811 году император Никифор I поставил своей целью уничтожение Болгарского государства и был близок к достижению её. После успешной осады, болгарская столица была захвачена и разрушена, гарнизон перебит. Крум поднял на борьбу с захватчиком всё болгарское население, и Никифор I был вынужден отступить. Отступая, почти вся византийская армия погибла. Погиб и сам император. В 814 году уже армия Крума стояла у стен Константинополя. Внезапная смерть Крума помогла Льву V в 815 году заставить болгар заключить мирный договор на тридцать лет.
При хане Пресиане (836—852) в результате очередной болгаро-византийской войны Болгария, завоевав Южную Албанию и Македонию, получила выход к Адриатическому и Эгейскому морям. Византийские владения на Балканах оказались разделёнными на 3 изолированные части: Северную Албанию, Элладу и территории около Константинополя.

#### Территориально-политические образования на западе Балкан
На западе Балкан в VII—IX веках существовало несколько хорватских и сербских территориально-политических образований. Номинально все сербские территории входили в состав Византии, практически же они были независимыми.
Одна часть хорватов оказалась в зависимости от франков, другая признала над собой власть Византии. В 799 году хорваты отразили нашествие франков, но позже подписали с ними мирный договор, признав их сюзеренитет. В 812 году Византия согласилась с сюзеренитетом франков над Хорватией. При князе Трпимире I (845—864), началось объединение хорватских земель в единое государство, при нём хорваты обрели значимый региональный политический вес. Трпимир I пытался, хотя и безуспешно, подчинить себе византийские города на адриатическом побережье Далмации. Византия видела в Хорватии потенциального союзника в своих войнах с болгарами.

Сербские протогосударственные образования на западе Балкан в первой половине IX века

Экспансия Болгарских ханов заставляла сербских правителей сплачиваться. Центром консолидации их племён стала Рашка. В 839 году её правитель Властимир (825—860) разбил болгарского хана Пресиана. Сумев затем подчинить себе часть других сербских прибрежных княжеств, он стал фактическим основателем первого государства сербов. В конце IX века Рашка из-за междоусобиц ослабла и в X веке попала под власть Первого Болгарского царства.
В 933 году на западе болгарского царства началось восстание, в результате которого Сербия (при поддержке Византии) обрела независимость от Болгарии. В правление правнука Властимира Часлава (933—950) Сербия, будучи в вассальной зависимости от Византии, укрепилась и существенно расширила свою территорию, но после его смерти окончательно развалилась на множество отдельных княжеств, большинство из которых были незамедлительно аннексированы Византией.
Наследники династии Властимиров продолжали править в Дукле, которая стала главным княжеством сербов. Император Василий II предложил правителю Дукли Ивану Владимиру (990—1016) войти в антиболгарский альянс и идти войной на царя Самуила Болгарского. В ответ на это Самуил в 997 году атаковал Дуклю, разбил Ивана Владимира и присоединил к своим владениям Боснию и Сербию.

### Гегемония Болгарии на Балканах в X веке
Успешные войны Симеона I Великого (893—927) против Византийской империи, сербов и венгров сделали Первое Болгарское царство самым сильным государством во всей Восточной Европе. Симеон первым из болгарских правителей в 913 году принял титул царя, равный титулу императора (второй такой случай после Карла Великого). При нём Болгарское царство достигло апогея могущества. Он имел планы взойти на Константинопольский престол. Борьбу с Византией после смерти Симеона завершил его сын Пётр I (927—969). Заключив в 927 году с Петром «вечный мир», Константинополь, тем самым, официально признал императорское достоинство болгарского правителя и патриаршеский статус главы болгарской церкви.
В 966 году император Никифор II Фока договорился о союзе против болгар с Киевским князем Святославом. В 969 году Святослав захватил северо-восточную часть Болгарии. Его война против Болгарии перешла в войну против Византии. После череды столкновений Святослав принудил Иоанна I Цимисхия к миру на своих условиях . Эта война сильно ослабила Болгарское государство. Пётр I отрёкся от престола. Болгарский трон занял его сын Борис II, но он (вместе со своим братом) был взят византийцами в плен, и восточная Болгария перешла под прямое византийское управление.

В Западной Болгарии Византия не смогла немедленно утвердить своё правление. В 981 году болгары оказали предельно упорное сопротивление императору Василию II. В 986 году они во главе с царём Самуилом в битве у ТраяновыхВорот уничтожили почти всю армию императора Василия II, а он сам чудом избежал пленения. 

Византийская империя в правление Василия II

 Выиграв это сражение, царь Самуил смог вернуть большую часть территории Болгарии. Он даже принял титул царя. Но война продолжалась, и в 1014 году уже Василий II наголову разбил болгар. Самуил скончался, а его преемники не смогли толком продолжить сопротивление, и к 1018 году Болгария была полностью завоёвана Византией. Император Василий II после этой войны получил прозвище «Болгаробойца».

### Хорватия в X—XI веках
Томислав I (910—928) создал мощную державу, территория которой включала в себя большую часть территории современных Хорватии, за исключением Истрии и Дубровника, и Боснии и Герцеговины. Хорватия обладала торговым флотом, который позволял ей вести торговлю по всей Адриатике. Одержав ряд важных побед над венграми, хорваты способствовали прекращению их экспансии на запад Европы. В 925 году Томислав I стал первым хорватским королём. Победа Томислава над войском Симеона I в 927 году битве на боснийских холмах сильно подняла престиж молодого государства и его короля.
Пика могущества средневековая Хорватия достигла при короле Петаре Крешимире IV (1058—1074). При последующих правителях мощь хорватского государства начала понемногу ослабевать. В первой половине 1080-х годов хорватские земли пережили нашествие норманнов. На Степане II в 1091 году прервалась династия Трпимировичей.
В 1097 году король Венгрии Кальман Книжник одержал над хорватами победу и ликвидировал независимости Хорватии. В 1102 году хорватское дворянство признало унию с Венгрией.

### Балканы в XIII—XIV веке

#### Восстановление болгарского государства
Восстание 1185 года восстановило болгарскую независимость. Его руководителями были братья Пётр IV и Иван Асень I — соправители Второго Болгарского царства. Правивший Болгарией с 1197 по 1207 год Калоян — младший брат своих предшественников на троне — в 1199 году, воспользовавшись ослаблением императорской власти и многочисленными мятежами, возобновил войну с Византией. На стороне болгар фактически вели войну половцы. Византия была вынуждена примириться с отпадением Болгарии, и в 1202 году император Алексей III признал независимость Болгарии. В короткий срок Болгария снова превратилась в сильнейшее государство Балканского полуострова. В ноябре 1204 года папа Иннокентий III признал Калояна царём, а болгарская патриархия снова стала независимой от Константинополя.

#### Четвёртый Крестовый поход

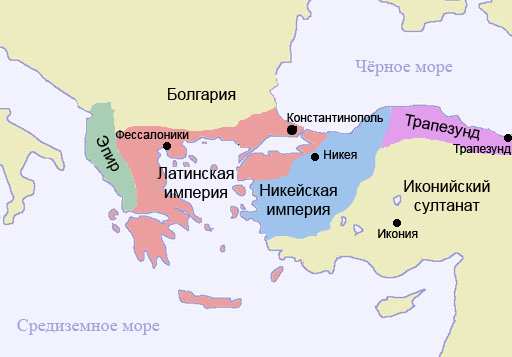
Латинская империя и окружающие территории.

В 1204 году крестоносцы захватили Византию и на её обломках создали Латинскую империю. Они считали себя наследниками Византии и, соответственно, всех территорий, которые ей подчинялись. Поэтому они отвергли союз, предложенный Калояном первому латинскому императору Балдуину. Тогда Калоян выступил в роли инициатора восстания греков против латинян. В 1205 года восстание греков охватило всю Фракию. Латиняне потерпели сокрушительное поражение, сам император был пленён и казнён Калояном. Оставшиеся в живых крестоносцы бежали в Европу с надеждой, что папа объявит Калояна врагом христианства и провозгласит против него новый крестовый поход. Но могущество Калояна было столь велико, что папа отправил ему письмо, в котором предупреждал о новом наступлении крестоносцев с Запада и советовал заключить мир.
В 1206 году рыцари вновь были разбиты. При этом Калоян опустошал Фракию, а греков переселял на Дунай — он называл себя ромеебойцей и говорил, что мстит за кровавые расправы над болгарами императора Василия II Болгаробойцы. В то же время болгары, хотели оно того или нет, спасли от разгрома крестоносцами Никейскую империю Феодора Ласкариса — очаг будущей греческой государственности.

#### Апогей и упадок Второго Болгарского царства
В правление Ивана Асеня II (1218—1241 годы) Второе Болгарское царство достигло наивысшего могущества, сравнимого с могуществом Болгарии времён Симеона I Великого. Заключая династические браки и постоянно ведя войны с крестоносцами, венграми и греками, он расширил своё государство так, что к концу своего правления контролировал практически весь Балканский полуостров.
После смерти Ивана Асеня II Болгария неуклонно слабела, от неё отделились Видинское царство (1280 год), Добруджанское княжество (1322 год). Византия отвоевала Македонию и Северную Фракию, венгры Белград, постепенно отпала Валахия. В 1242 году Болгария подверглась монгольскому нашествию и стала вынуждена платить дань Золотой Орде. К концу XIII века Болгария ослабла настолько, что в 1299 году один из сыновей монгольского хана стал ненадолго царём Болгарии.
В 1396 году Болгария была завоёвана османами и перестала существовать как самостоятельное государство.

#### Сербия
Князь Дукли Стефан Воислав (1040—1052) возглавил антивизантийское восстание и смог вернуть некоторым сербским землям независимость. Потом он расширил свою власть на Герцеговину и южную Далмацию. Рашка также признала его власть. В отличие от своего предшественника Часлава, ориентировавшегося на Византию, он опирался на Рим и норманнов Южной Италии. Князь Михайло Воиславлевич в 1077 году был коронован королём сербов. В конце XI века Дукля установила контроль над внутренними сербскими областями, но в начале XII века королевство Дукля развалилась.
В 1166 году князем Рашки стал Стефан Неманя (1170—1196), и началось новое её усиление. Сначала он оставался верным вассалом Византии, но после смерти в 1180 году императора Мануила I развернул борьбу за независимость и объединение сербских земель. В результате нескольких военных походов к концу XII века бо́льшая часть населённых сербами земель вошла в состав единого государства. Дубровницкие купцы получили от Стефана Немани право свободной торговли на территории Сербии, и это способствовало подъёму её экономики.
В 1190 году Византийская империя признала независимость Сербии. В 1217 году сын Стефана Немани Стефан Первовенчанный был коронован папой Гонорием III королём сербов, а в 1219 году архиепископ Савва I Сербский короновал Стефана православным царём сербов.

Сербия в середине XIV века

В 1267 году на политической сцене появился Стефан Милутин. При нём окончательно закрепилась принадлежность Сербии к православному миру, католическое влияние было практически устранено, а богомилы изгнаны из страны, и начался процесс организации государственного управления и царского двора по византийскому образцу. Милутину удалось существенно расширить территорию государства. При его сыне Стефане Дечанском в 1330 году победой над болгарами в битве при Вельбужде был положен конец болгарской гегемонии на Балканах.
На время правления Стефана Душана (1331—1355) пришёлся расцвет средневекового сербского государства. В результате ряда его военных кампаний Сербия стала крупнейшим государством Юго-Восточной Европы. В 1346 году Стефан Душан был коронован царём сербов и греков. После его смерти сербское государство в очередной раз распалось. Часть греческих земель вновь перешла под власть Византии, а на остальных сформировались полунезависимые княжества. Единство сербских земель далее поддерживалось практически исключительно единством православной церкви в лице Печской патриархии.

## Османская эпоха
В XIV веке на полуостров распространяют своё влияние турки. В 1356 они переносят свою столицу в Эдирне. В 1389 году происходит эпохальная Битва на Косовом поле, когда турки громят сербское войско. Затем учреждают на Балканах свою столицу Стамбул (1453) и господствуют здесь до начала XX века. Вместе с турками на Балканах появляется ислам, который принимают албанцы и боснийцы. Местное население принимало ислам с целью достичь привилегированного положения, уменьшения налогов которое предоставлялось мусульманам. Из местного христианского населения турецкие султаны комплектуют свои элитные войска янычар.

## Балканский полуостров[4]в XIX веке
В XIX веке Балканы становятся ареной русско-турецких войн, в результате которых образовываются независимые государства Греция (1821), Румыния (1877), Сербия (1878). В начале XIX века большинство балканских народов находились в вассальной зависимости от Османской империи, и это задерживало их экономическое развитие.

## Балканы в XX веке

### Балканские войны 1912—1913 гг.
В 1908 году Австро-Венгрия аннексировала Боснию и Герцеговину. Это породило боснийский кризис, грозивший перерасти в большую европейскую войну.
Весной 1912 года при активном дипломатическом участии России был заключён ряд двусторонних военно-политических договоров между Болгарией, Сербией, Грецией и Черногорией — сложился так называемый Балканский союз, ведущую роль в котором играли Болгария и Сербия. Россия, имея в виду использовать этот союз в своём противостоянии Австро-Венгрии, взяла в нём на себя роль арбитра. Сами же страны-участницы союза преследовали цель окончательно освободить Балканы от османского господства и, тем самым, расширить свои границы. При этом, в стремлении к расширению своих государств за счёт балканских владений Османской империи, участники союза претендовали частично на одни и те же территории. Болгария и Греция — на Фракию; Греция, Сербия и Болгария — на Македонию; Черногория и Сербия — на адриатические порты. Болгары стремились получить выход к Эгейскому морю, присоединив Салоники и Западную Фракию, сербы — доступ к Адриатическому морю за счёт Албании.
В октябре 1912 года страны Балканского союза, вопреки стремлениям России, начали войну против Турции. Одним из её эпизодов было антитурецкое албанское восстание, в результате которого была провозглашена независимость Албании. Война завершилась 30 мая 1913 года подписанием в Лондоне мирного договора. Османское присутствие в Европе было практически сведено на нет, но раздел отвоёванных у Турции территории страны-участницы союза должны были осуществить сами, без иностранного посредничества. При поддержке великих держав было лишь создано государство Албания в тех границах, которые они для неё определили.
Македония была разделена между Грецией, Сербией и Болгарией. Болгария выход к Эгейскому морю получила, а Сербия выход к Адриатическому не получила. Граница раздела Македонии осталась спорной. Никто из участников Балканского союза не был в полной мере удовлетворён состоявшимся разделом. И само возникновение ещё одного государства на Балканах — Албании — не устраивало ни Болгарию, ни Сербию, ни Грецию, ни Черногорию.
Дипломаты Германии и Австро-Венгрии склоняли сербского короля к войне с Грецией и Болгарией ради получения выхода к морю, а болгарского царя подталкивали к аннексии Македонии. При этом болгарское правительство настаивало на строгом соблюдении всех пунктов сербско-болгарского союзного договора 1912 года, с которого начался весь Балканский союз, Сербия же согласилась с германскими и австрийскими дипломатам и стала готовиться к новой войне. Греция, неудовлетворённая усилением Болгарии, уже на второй день после подписания Лондонского договора заключила с Сербией антиболгарский договор. Ситуация усугублялась реваншизмом младотурок, которые хотели вернуть потерянные территории. Россия призывала мирно урегулировать вопрос, предлагала созвать конференцию, на которой были бы установлены новые границы.
Балканский союз распался, когда в 29 июня 1913 года болгарские войска без объявления войны перешли в наступление на своём участке македонской границы. На момент начала этой войны Сербия никаких специальных планов войны не имела, у Болгарии такие планы были. После начала войны правительства Сербии и Греции решили, сдерживая болгарские войска, сделать ставку на дипломатию — обвинить Болгарию в нарушении союзных договоров и этим поставить её в изоляцию.

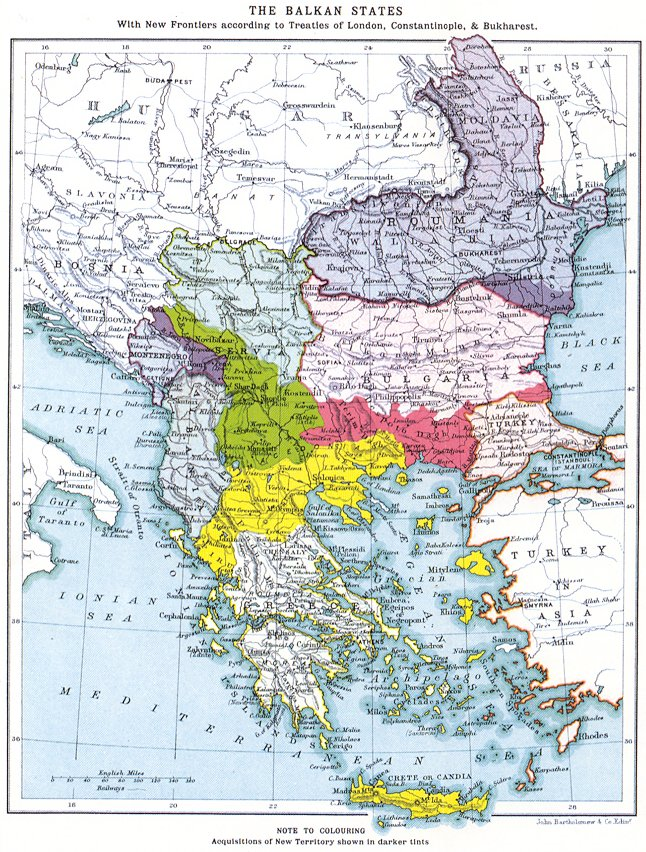
Карта Балканского полуострова по итогам Балканских войн

Джордж Бьюкенен по поводу этой начавшейся войны заявил: «Болгария была ответственна за открытие враждебных действий, но Греция и Сербия вполне заслужили обвинение в преднамеренной провокации». 14 июля в войну против Болгарии включилась ещё и Румыния, желавшая изменить линию границы в Южной Добрудже. Султан не давал никаких приказов начать военные действия, но турецкий фронт был открыт лидером младотурок.
29 июля болгарское правительство, поняв безвыходность ситуации, подписало перемирие, а 10 августа и мирный договор. Проиграв войну, Болгария потеряла почти все захваченные в ходе Первой Балканской войны территории (и ещё Южную Добруджу), хотя выход к Эгейскому морю сохраняла. Сербия и Греция свои территории расширили, но Сербия осталась без выхода к морю.
Турция в подписании Бухарестского мирного договора не участвовала. 29 сентября в Стамбуле в частном порядке был подписан договор между Болгарией и Османской империей, установивший болгарско-турецкую границу и мир между ними. Турция получила обратно часть Восточной Фракии.

### Первая мировая война 1914—1918 гг.
В 1914 вследствие убийства в Сараево эрцгерцога Фердинанда начинается Первая мировая война, которая заканчивается для Балкан развалом Австро-Венгрии и появлением Югославии.

### Межвоенный период 1918—1940 гг.
В то же время национально-освободительная борьба оборачивается шовинистическим национализмом, появляются профашистские силы: хорватские усташи Павелича, румынская Железная Гвардия. В 1935 году устанавливается «монархофашистская диктатура» царя Бориса. Всё это сделало ряд балканских стран союзниками Третьего рейха во Второй мировой войне. Образуется прогерманское Независимое государство Хорватия, Албания становится протекторатом фашистской Италии.

### Вторая мировая война 1940—1945 гг.
И в то же время в 1940-41 гг. Греция одержала первую победу стран антифашистской коалиции над странами Оси, а движение Сопротивления в Югославии и Греции стало одним из самых мощных в Европе.

### Послевоенный период 1945—1991 гг.
После войны большая часть Балкан (кроме Греции) попадает в зону советского влияния. Появляются авторитарные коммунические режимы: Чаушеску в Румынии, Тито в Югославии и Энвера Ходжи в Албании. Грецию раздирают гражданская война 1946—1949 гг и военная диктатура 1967—1974 гг (Чёрные полковники).
Однако через несколько лет происходит конфликт югославского лидера Тито с И. Сталиным, затем Албания переориентируется на Китай.

### Период 1991 год — XXI век
В постсоветский период обостряются межнациональная напряжённость, что выражается в ряде войн (Хорватская, Боснийская и Косовская война, конфликт в Македонии) и в дальнейшем параде суверенитетов: появляются новые образования Республика Македония (1991), Черногория (2006), Косово (2008)
24 марта 1999 года НАТО начала военную операцию на территории Союзной Республики Югославии.